# Katia Condos
Katia Regina Elsa Condos Seoane (Lima, 15 de mayo de 1968) es una actriz y presentadora de televisión peruana de ascendencia griega.

## Biografía
Empezó a estudiar Comunicaciones en la Universidad de Lima; sin embargo, no concluyó sus estudios porque se dedicó a la actuación. Condos estudió en el Club Teatro de Lima y luego talleres con Alberto Ísola.
En la década de los noventa se inició como actriz en telenovelas de Luis Llosa como: Malicia, Obsesión, La noche, Escándalo y Cosas del amor.
En 2000 participó en Pobre diabla, telenovela producida por América Televisión, compartiendo roles con Angie Cepeda y Salvador del Solar.
En 2003 participó en la producción peruano-venezolana Todo sobre Camila, y al siguiente año en Tormenta de pasiones.
En 2006 actuó en la serie Esta sociedad, y en la película animada Dragones: destino de fuego, aportando voz a uno de los personajes.
Después de varios años de convivencia, Condos y Federico Salazar se casaron en octubre de 2008. La pareja tiene tres hijos.
En 2008 actuó en la segunda temporada de Esta sociedad, y también protagonizó en el teatro La china Tudela. Condos debutó como presentadora en el programa Hola a todos, emitido por ATV.
En 2011 actuó en la telenovela Corazón de fuego de ATV, como Norma.
En 2013 Condos empezó a conducir el reality show infantil Pequeños gigantes, junto a su esposo Federico Salazar. Se estrenó en marzo por América Televisión.
En el cine en 2013, aparece en la película Asu Mare; y en 2014 en la película de Bruno Ascenzo A los 40.
En 2016 presenta La Voz Kids e interpreta a Fabiola en Ven, baila, quinceañera.

## Filmografía

### Televisión

#### Telenovelas
- El ángel vengador: Calígula  (1993)
- Malicia (1995) como Cristina.
- Obsesión (1996) como Emilia Repetto.
- La noche (1996) como Mariela de Falcón.
- Escándalo (1997) como Melissa Alberti de la Rocha.
- Cosas del amor (1998) como Cristina Castro-Iglesias/Tina Casares.
- Pobre diabla (2000) como Paula Mejía-Guzmán Sancho.
- Todo sobre Camila (2003) como Irene.
- Tormenta de pasiones (2004) como Lucila.
- Corazón de fuego (2011-2012) como Norma Salazar Montenegro.

#### Series
- Velo negro, velo blanco (1990)
- Patacláun (1998) como La Maruja. (Sólo estuvo en un capítulo con ese personaje)
- Carita de Atún (2003-2004) como María Buenita.
- Esta sociedad (2006) como Clemencia.
- Esta sociedad 2 (2008) como Clemencia.
- Clave uno: médicos en alerta (2010)
- Ven Baila Quinceañera (2015-2018) como Fabiola Díaz Vda. De Castillo.
- Los López y la niñera (2018) como Leticia

#### Programas de TV
- Hola a todos (2009-2010) Presentadora.
- Yo soy (2012) Juez invitado.
- Pequeños gigantes (2013-act.) Presentadora.
- La hora de los peques (2014-act.) Presentadora.
- Mujeres Sin Filtros (2017-act.) Presentadora.

### Películas
- Todos somos estrellas (1993) como Julia.
- El final (1995)
- El bien esquivo (2001) como Sor Ana.
- Bala perdida (2001) como Giovanna
- Piratas en el Callao (2004) como Marianita (voz).
- Doble juego (2004) como Mary.
- Dragones: destino de fuego (2006) Voz.
- Cu4tro (2010) como vendedora.
- Asu Mare (2013)
- A los 40 (2014) como Francesca
- Asu Mare 2 (2015) como tía de Emilia
- Av. Larco (2017) como Gladys
- El Gran León (2017) como Sabrina
- Asu Mare 3 (2018) como tía de Emilia
- Hotel Paraíso (2019)
- Locos de amor 3 (2020) como Marta
- Encintados (2022) como Úrsula
- Soltera, casada, viuda, divorciada (2023) como Conny
- Bienvenidos al Paraíso (2024) como Sofía
- Soltera, casada, viuda, divorciada 2 (2025) como Conny

## Teatro
- Víctor o Los niños al poder (1990)
- La conquista del polo sur (1991)
- Belenes, sofocos y trajines (1992)
- La nona (1992)
- Locos de amor (1992)
- Pataclaun (1994)
- Las tres hermanas (1995)
- Pataclaun en la ciudad (1996)
- La gran magia (1997)
- Noche de reyes (1998)
- Marisol (1999)
- Un tranvía llamado deseo
- Donde mis ojos te vean (2003)
- Tío Vania (2007)
- Morir de amor (2007-2008)
- La china Tudela (2008) como Lorena Tudela Loveday.
- Una gran comedia romana (2008, 2009) como Domina - Teatro Peruano Japonés.
- Una pulga en la oreja (2009) como Raymonde Chandebise - Auditorio del Colegio San Agustín.
- La jaula de las locas (2010) como Marie - Teatro Peruano Japonés.
- ¿Y dónde está el tenor? (2011) - Teatro La Plaza.
- La chica del Maxim (2011) como Madame Petypon - Teatro La Plaza.
- Toc Toc (2013-2014, 2016) como María.
- La Jaula de las Locas (2014)
- Mamma Mia! (2016)
- Las Lolas (2017)
- Perfectos Desconocidos (2019)